# Heterostemon mazarunensis
Heterostemon mazarunensis är en ärtväxtart som beskrevs av Noel Yvri Sandwith. Heterostemon mazarunensis ingår i släktet Heterostemon och familjen ärtväxter. Inga underarter finns listade i Catalogue of Life.